# Eriobotrya merguiensis
Eriobotrya merguiensis är en rosväxtart som beskrevs av Jules Eugène Vidal. Eriobotrya merguiensis ingår i släktet eriobotryor, och familjen rosväxter. Inga underarter finns listade i Catalogue of Life.